# Arte Belgique
Pour les articles homonymes, voir Arte (homonymie).
 (janvier 2023).
Arte Belgique (Arte België en flamand) était la version belge de la chaîne de télévision culturelle franco-allemande Arte.

## Histoire de la chaîne
Avant la création de la chaîne, le 4 février 1993 la RTBF signe un accord de partenariat avec Arte GEIE afin de remodeler Télé 21. Cet accord permet de diffuser Arte France chaque jour dès 19 h sur Télé 21 et de proposer 50 heures de programmes belges dans le programme d'Arte. Arte/ 21 démarre ses programmes le 21 mars 1993 à 15 h 30 avec les programmes culturels de la RTBF et l'émission pour enfants Nouba Nouba, laissant place aux programmes d'Arte France à 19 h. Le contrat de partenariat entre la RTBF et Arte est suspendu le 28 mars 1994.
Arte Belgique est créée le 1er janvier 1995 par la volonté de la Communauté française de Belgique, de la RTBF et de La Sept-Arte de promouvoir le monde culturel de la partie francophone de la Belgique avec l’ambition de devenir le point de rencontre incontournable des créateurs belges ou de passage en Belgique. En effet, la RTBF est le premier membre associé d’Arte depuis 1992 auprès des fondateurs La Sept-Arte et Arte Deutschland TV GmbH et renforce donc ce partenariat en ouvrant cette fenêtre régionale belge afin de décentraliser le regard franco-allemand de la chaîne.
Après une première interruption de quelques années à la suite de la rupture du partenariat avec Arte, Arte Belgique est relancée le 25 septembre 2006 sur les réseaux câblés de la Communauté française de Belgique (Wallonie et Bruxelles) sous la direction de Carine Bratzlavsky (jusqu'en 2015) et se substitue à la diffusion existante de la version française d’Arte. Contrairement aux autres chaînes de la RTBF, Arte Belgique n’est pas diffusée par voie hertzienne terrestre.
À partir de septembre 2011, des programmes flamands sont diffusés en association avec la VRT,. L'émission quotidienne Cinquante degrés nord et l'émission mensuelle Quai des Belges sont alors sous-titrées en néerlandais, tandis qu'une émission bilingue français-flamand, Vlaamse Kaai, voit le jour,, étant maintenue jusqu'en 2015.
En 2015, Arte Belgique est proche d'une simple coquille vide après la perte de deux tiers de ses subventions et l'arrêt de ses émissions quotidienne (Cinquante degrés Nord) et mensuelles (Quai des Belges, Vlaamse Kaai). Toutefois, la chaîne subsiste au travers d'une nouvelle émission bimensuelle, lancée en septembre 2015 et intitulée Tout le Baz'Art.
Tout le Baz'Art s'arrête le 12 juin 2022, mettant fin à 16 ans de décrochages belges d'Arte.

## Organisation

### Budget
Arte Belgique recevait une dotation annuelle de 2,6 millions d’euros venant de la Communauté française de Belgique pour les deux magazines.

## Programme

### Émission actuelle
Depuis septembre 2015, Arte Belgique reprend la quasi-intégralité des programmes d'Arte France. La chaîne propose un décrochage local : Tout le Baz'Art, un magazine bimensuel suivi d'un documentaire, produit par la RTBF et diffusé le dimanche à 17h. L'émission est rediffusée sur La Trois le jeudi à 22h30. Tout le Baz'Art propose des rendez-vous avec des personnalités belges francophones (avec des sous-titres en néerlandais) ou flamandes (avec des sous-titres en français), suivis d'un documentaire sous-titré en néerlandais. Cette émission s'est arrêté le 12 juin 2022.

### Anciennes émissions
La chaîne différait de la programmation d’Arte par des décrochages locaux via deux magazines produits par la RTBF, ou des événementielles :
- Cinquante degrés nord : débat culturel enregistré dans l’ancienne Maison de la Radio de la place Flagey, présenté par Éric Russon et diffusé tous les jours de la semaine de 19 h 55 à 20 h 40. Le bâtiment des années Trente servait de décor à cette émission centrée sur l’actualité culturelle belge et dédiée aux formes d’expression les plus variées : arts plastiques, musique, danse, théâtre, littérature et cinéma, mais aussi cuisine, mode, design, nouvelles tendances et BD. Cette émission, initialement d'une durée de 25 minutes, a ultérieurement été remaniée pour être rallongée à 40 minutes environ. Éric Russon était entouré de chroniqueurs (tous spécialistes dans un domaine précis de la culture) parmi lesquels : Soraya Armani, Augusto Scipioni, Virginie Cordier, Patrick Weber, Bruno Coppens, Sandra Zidani, Jean-Marie Wynants, Dominique Cominotto, Joëlle Scoriels et d'autres… En 2008, l’émission a attiré en moyenne 19 000 téléspectateurs par jour, soit une part de marché de 0,7 % pour cette tranche horaire. Cinquante degrés nord a pris fin en décembre 2014[13].

- Quai des Belges : magazine culturel mensuel de 90 minutes diffusé le dernier mercredi du mois à 22 h 40 et conçu sur le modèle des soirées Théma d’Arte. Le thème était en lien étroit avec le monde de la culture ou avec l’actualité sociale et politique belge. L'émission était présentée par Hadja Lahbib. À partir de 2011, elle fut sous-titrée en néerlandais.

- Vlaamse Kaai : issu de Quai des Belges, c'était sa déclinaison en néerlandais, présentée par l'écrivain et dramaturge David Van Reybrouck avec Hadja Lahbib. Elle présentait des reportages culturels réalisés par la chaîne flamande Canvas.

- Concours Reine Élisabeth : Arte Belgique diffusait en direct et en intégralité les finales du concours. Désormais, le Concours est entièrement diffusé sur La Trois.

## Diffusion
Arte était diffusé en France en hertzien analogique en canal partagé avec France 5 jusqu'au 29 novembre 2011. Cependant, en Belgique le canal partagé entre Arte Belgique et France 5 est maintenu jusqu'au 1er juin 2022, mais uniquement à travers le signal analogique du fournisseur Voo.

En outre, Arte Belgique était aussi diffusée en numérique sur le câble via Voo, Telenet et SFR (en Belgique et au Luxembourg). Arte Belgique était aussi diffusée sur la télévision IP via le bouquet Proximus TV.